# Musée maritime de Malte
Le musée maritime de Malte est situé dans une ancienne installation navale à Vittoriosa, près de La Valette, sur l'île de Malte. Il présente l'histoire maritime de Malte depuis la Préhistoire jusqu'à nos jours, île étroitement liée à la mer Méditerranée. Il illustre aussi le caractère mondial de la navigation et son impact sur la société, depuis juillet 1992.
Le musée héberge également de nombreux objets de différentes époques : des peintures de marins maltais, des graphiques, des outils et l'évolution des technologies maritimes. 